# Verticordia tumida
Verticordia tumida är en myrtenväxtart som beskrevs av Alexander Segger George. Verticordia tumida ingår i släktet Verticordia och familjen myrtenväxter.

## Underarter
Arten delas in i följande underarter:
- V. t. therogana
- V. t. tumida